# الزابطية

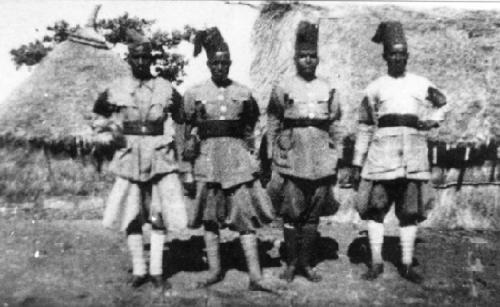
مجموعة ظابطية في أرض الصومال الإيطالية (1939).

الزابطية كانت التسمية الممنوحة لوحدات الدرك التي أنشأت محليًا في المستعمرات الإيطالية في طرابلس وبرقة (فيما بعد ليبيا الإيطالية) وإريتريا وأرض الصومال بين عامي 1889 و 1943.

## الأصول والواجبات
كلمة "zaptié" مشتقة من التركية zaptiye ؛ وهو مصطلح تم استخدامه للإشارة إلى كل من قوات الدرك التابعة للإمبراطورية العثمانية قبل عام 1923، وإلى الأفراد الأتراك الذين تم تجنيدهم في الشرطة العسكرية القبرصية خلال فترة الحكم البريطاني للجزيرة. والكلمة التركية "zaptiye" مشتقة من الكلمة العربية «ضابط» والتي تعني الضابط.
قامت الحكومات الاستعمارية الإيطالية في الأراضي المذكورة أعلاه بصياغة مختلف قوات الشرطة الزابطية على طراز قوات الدرك الوطني الإيطالية. نشأت أولى هذه الوحدات في إريتريا في عام 1882، مستمدة من سرايا باشبوزق الموجودة (القوات غير النظامية) الموجودة.
في طرابلس وبرقة، استخدامت قوات الزابطية بشكل عام للقيام بدوريات في المناطق الريفية والساحلية، في حين تعمل شرطة الخيالة أو صبايحية في المناطق الصحراوية الجنوبية، جنبًا إلى جنب مع المهاريون الذين يمتطون الجمال. تم توظيف الشرطة المدنية في مدينة طرابلس. تم تجنيد الزابطي الليبي الأصلي من الدرك الأصلي الذي يحمل نفس الاسم، والذين خدموا في ظل الحكومة التركية قبل عام 1910.
في أرض الصومال الإيطالية، قدمت الزابطية حراسة احتفالية لنائب الملك الإيطالي (الحاكم) وكذلك للشرطة الإقليمية. كان هناك ما يقرب من ألف من هذه الشرطة شبه العسكرية عام 1922، عندما تولى بينيتو موسوليني السيطرة على الحكومة الإيطالية وبدأ سياسة «التهدئة» واستيعاب المستعمرات الإيطالية.

## الملابس والأسلحة والرتب
كان جنود الزابطية مسلحين بمسدسات 1874 وقربينات سلاح الفرسان ونموذج 1871 من السيوف.
كان الضباط وبعض ضباط الصف إيطاليين، لكن جنود الصف تم تجنيدهم من المستعمرة المعنية. على سبيل المثال، بلغ عدد فيلق الزابطية الصومالي سنة 1927 1500 صومالي و 72 جندي إيطالي.
يتنوع الزي الرسمي من مستعمرة إلى أخرى، ولكنه يتألف عادة من طرابيش وشارات حمراء وملابس كاكي أو بيضاء. كانت السمة المشتركة هي شارة ذوي الياقات البيضاء والحمراء من كارابينييري.

## الحملات

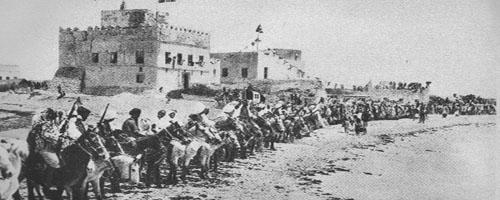
سلاح الفرسان وحصن سلطنة هوبيو ، أحد الأنظمة السياسية الحاكمة الصومالية التي حاربتها الزابطية في حملة السلطنة.

شارك ثلاثمائة زابطي في الغزو الإيطالي لشمال الصومال في عام 1925. كجزء من «كولونا موسو»، ساعدوا في احتلال سلطنة هوبيو (هافون وأورديو). وحدات الزابطية الأخرى خدمت مع «كولونا برغيزيو» في منطقة مدج (جالكعيو والجراد). في عام 1926، خدم الزابطية في سلطنة مجرتين (بندر زيادو وقندالة وبوصاصو).
شاركت مفارز الزابطية في الغزو الإيطالي لإثيوبيا عام 1936 وفي حملة شرق إفريقيا في الحرب العالمية الثانية.
في عام 1941 في الصومال وإثيوبيا، شكّل 2186 زابطي (بالإضافة إلى 500 مجند تحت التدريب) جزءًا من كارابينييري. تم تنظيمهم في كتيبة بقيادة الرائد ألفريدو سيرانتي التي قاتلت في معركة كولكوالبر في إثيوبيا لمدة ثلاثة أشهر حتى تم تدمير هذه الوحدة العسكرية من قبل الحلفاء. بعد قتال عنيف، حصل الكارابينييري الإيطالي على «مرتبة الشرف العسكرية الكاملة» من البريطانيين.
بعد الحرب العالمية الثانية، أصبح محمد سياد بري وهو عضو سابق في فيلق الزابطية، رئيسًا للصومال من 1969 إلى 1991.

## ملحوظات
1. ↑  Piero Crociani, page 21, "Le Uniformi dell' A.O.I. (Somalia 1889-1941)", La Roccia Edizioni 1980
2. ↑  Piero Crociani, pages 27-28, "Le Uniformi Coloniali Libiche 1912-1942", La Roccia Edizioni 1980
3. ↑  Piero Crociani, pages 21-22, "Le Uniformi dell' A.O.I. (Somalia 1889-1941)", La Roccia Edizioni 1980
4. ↑  Italian conquest of north-eastern Somalia نسخة محفوظة February 6, 2012, على موقع واي باك مشين.
5. ↑  "Non tutti sanno che... Zaptié" (in Italian) نسخة محفوظة 2013-07-28 على موقع واي باك مشين.
6. ↑  President Siad Barre life (German) نسخة محفوظة July 27, 2011, على موقع واي باك مشين.